# Ве (Вале)
Ве (фр. Vex VS) — громада в Швейцарії в кантоні Вале, округ Еран.

## Географія
Громада розташована на відстані близько 85 км на південь від Берна, 4 км на південний схід від Сьйона.
Ве має площу 13,1 км², з яких на 13 % дозволяється будівництво (житлове та будівництво доріг), 31,8 % використовуються в сільськогосподарських цілях, 48,1 % зайнято лісами, 7,1 % не є продуктивними (річки, льодовики або гори).

## Демографія
2019 року в громаді мешкало 1805 осіб (+13,8 % порівняно з 2010 роком), іноземців було 11,9 %. Густота населення становила 138 осіб/км².
За віковим діапазоном населення розподілялося таким чином: 19,6 % — особи молодші 20 років, 58,9 % — особи у віці 20—64 років, 21,6 % — особи у віці 65 років та старші. Було 816 помешкань (у середньому 2,2 особи в помешканні).
Із загальної кількості 621 працюючого 40 було зайнятих в первинному секторі, 37 — в обробній промисловості, 544 — в галузі послуг.